# カンボジア・シナワトラ
カンボジア・シナワトラは、カンボジアの大手電気通信事業者。タイの首相タクシン・シナワット率いるシン・コーポレーション・グループ系列の会社サテルの完全子会社。Bot方式で事業権を獲得し、携帯電話、固定電話、インターネットサービスプロバイダを行う。